# Záhady Toma Wizarda
Záhady Toma Wizarda jsou český vzdělávací televizní pořad pro děti s hlavní postavou Honzou Vrabcem (Jan Adámek), který v roli záhadologa se svou kolegyní Majdou (Magdalena Tkačíková) pátrá po různých historických nebo přírodních záhadách Česka. Pořad vysílá od roku 2007 Česká televize.